# Thomas Kilgore Sherwood
Thomas Kilgore Sherwood (n. 25 iulie 1903, Columbus, SUA – d. 14 ianuarie 1976) a fost un inginer chimist american, membru fondator al Academiei Naționale de Inginerie⁠(d).

## Biografie
Născut la Columbus, Sherwood și și-a petrecut o mare parte din tinerețe la Montreal. În 1923 a obținut licența la Universitatea McGill și a intrat la Massachusetts Institute of Technology (MIT) pentru doctorat. Teza sa de doctorat, The Mechanism of the Drying of Solids (în română Mecanismul uscării solidelor, a fost susținută în 1929, la un an după ce devenise asistent la Worcester Polytechnic Institute⁠(d). În 1930 s-a întors la MIT ca asistent, unde a rămas până la pensionare, ocupând funcțiile de profesor asociat (1933), profesor (1941) și decan al catedrei de inginerie (1946–1952). În 1969 s-a pensionat de la MIT pentru a deveni profesor de inginerie chimică la Universitatea Berkeley din California.
Principalul domeniu de cercetare al lui Sherwood a fost transferul de masă, iar în 1937 a publicat primul manual important în domeniu, Absorption and Extraction (în română Absorbție și extracție) (republicat în 1974 sub titlul Mass Transfer (în română Transfer de masă). Numărul Sherwood este numit în onoarea sa:
{\displaystyle \mathrm {Sh} ={\frac {K\,L}{D}}}
unde:
{\displaystyle K} este coeficientul de transport de masă convectiv, [m/s],
{\displaystyle L} este lungimea caracteristică, [m],
D is este coeficientul de transport de masă difuziv, [m2/s].
Activitățile sale în timpul celui de Al Doilea Război Mondial au fost organizarea inginerilor chimiști pentru National Defense Research Committee⁠(d) (NDRC), (în română Comitetul Național de Cercetare pentru Apărare) în 1940, consultanță pentru Comitetul Baruch privind realizarea cauciucului sintetic (1942); șef de secție pentru diverse probleme de inginerie chimică în cadrul NDRC (1942), unde a supravegheat crearea de noi fluide hidraulice, acoperiri antivegetative pentru opera vie a navelor, generatoare mari de perdele de fum etc. și membru al Comitetului Whitman pentru propulsia cu reacție (1944). În toamna anului 1944, a urmat trupele americane în Europa pentru a aduna informații științifice. Munca sa de consultanță industrială a cuprins desalinizarea apei de mare, eliminarea dioxidului de sulf din emisii, liofilizarea sângelui și fabricarea penicilinei și a acetatului de vinil.
Sherwood a primit Medalia Prezidențială de Merit⁠(d) din partea SUA (1948), a câștigat premii importante din partea AIChE⁠(d) și a American Chemical Society și a fost membru al Academiei Americane de Arte și Științe⁠(d) (1948), Academiei Naționale de Științe⁠(d) a SUA (1958) și a Academiei Naționale de Inginerie.

## Lucrări
- Sherwood, Thomas K. (1975), Mass Transfer, New York: McGraw-Hill, ISBN 978-0-07-056692-7